# Mourenx
Mourenx é uma comuna francesa de 7576 habitantes (1999) e uma área de 6,34 quilômetros quadrados situada no departamento dos Pirenéus Atlânticos, na região administrativa da Nova Aquitânia.